# Sikora cynamonowa
Sikora cynamonowa (Poecile davidi) – gatunek małego ptaka z rodziny sikor (Paridae). Występuje endemicznie w centralnych Chinach. Nie jest zagrożony wyginięciem.

## Taksonomia
Po raz pierwszy gatunek opisało dwóch ornitologów rosyjskich: Michaił M. Bieriezowski i Walentin Bianki. Opis ukazał się w wydanym w 1891 „Птицы ганьсуйскаго путешествія Г. Н. Потанина 1884–1887” (Ptaki ekspedycji do Gansu G. N. Potanina 1884–1887). Holotyp pochodził z południowej prowincji Gansu (Chiny). Sikora cynamonowa bywała włączana do rodzaju Parus wraz z innymi przedstawicielami Poecile. P. davidi bywała uznawana za jeden gatunek z sikorą żałobną (P. lugubris); sądzono też, że jest blisko spokrewniona z sikorą białobrewą (P. superciliosus), jednak analiza molekularna wykazała jej bliskie pokrewieństwo z sikorą ubogą (P. palustris). Gatunek monotypowy.
Epitet gatunkowy davidi upamiętnia Armanda Davida, znanego również jako ojciec David (Père David), autorytetu w dziedzinie ornitologii Chin, misjonarza, botanika i zoologa.

## Morfologia
Długość ciała wynosi 12–13 cm, masa ciała 10–12,5 g. Długość skrzydła samca: 65–68 mm, samicy 64–67 mm; długość ogona: 47–54 mm, dzioba: 9,5–11,1 mm, skoku: 14–18 mm. Czoło, wierzch głowy i kark czarne, nieznacznie błyszczące; pozostałe części wierzchu ciała bure z nieznacznie oliwkowym odcieniem. Ogon i skrzydła ciemne, szarobrązowe (skrzydełko i pokrywy pierwszorzędowe ciemniejsze); sterówki z oliwkowoszarymi krawędziami, pokrywy skrzydłowe z ciemnoszarymi, lotki II i III rzędu z szaropłowymi. Lotki I rzędu mają delikatne, szarobiałe krawędzie, najjaśniejsze na końcach. Policzki, pokrywy uszne i dolna krawędź „czapeczki” na głowie białe. Gardło i górna część piersi smoliście czarne. Boki szyi cynamonowe, pióra tej barwy sięgają aż na kark, tworząc półobrożę. Spód ciała cynamonowy, jaśniejszy na środku brzucha. Pokrywy podskrzydłowe jasnopłowe.
Tęczówka ciemnobrązowa, nogi od ołowianych po czarne, dziób czarny.

## Zasięg występowania
Sikory cynamonowe są endemiczne dla centralnych Chin. Występują od południowej prowincji Gansu na południe po Syczuan, również w południowej prowincji Shaanxi i zachodniej prowincji Hubei.

## Ekologia i zachowanie
Środowiskiem życia sikor cynamonowych są dojrzałe lasy mieszane, np. z domieszką świerków, jodeł, sosen, brzóz, topoli, wierzb, olch i dębów, z podszytem porośniętym bambusami i z przecinkami. Szczególnie lubią duże brzozy o czerwonej korze (Betula albosinensis). Odnotowywane były na wysokościach około 2135–3350 m n.p.m. Brak informacji na temat potencjalnych wędrówek wysokościowych. Poza sezonem lęgowym sikory cynamonowe przebywają w grupach 5–10 osobników. Są bardzo zręczne i aktywne. Zwykle żerują w koronach wysokich drzew, ale i w środkowych warstwach lasu i wśród krzewów. Żywią się prawdopodobnie małymi bezkręgowcami, larwami i nasionami; pokarm słabo poznany. Mają stosunkowo wąski repertuar dźwięków, da się ich rozróżnić około 12; prawdopodobnie są one najmniej różnorodne z całego rodzaju Poecile.

### Lęgi
Rozród słabo poznany. Sezon lęgowy przypada na maj. Gniazdo umiejscowione jest w dziupli drzewa lub martwego już pnia, budulec stanowią między innymi mchy. Gniazdo znajduje się od około 4 do 10 m nad ziemią.

## Status
IUCN uznaje sikorę cynamonową za gatunek najmniejszej troski (LC, Least Concern) nieprzerwanie od 1988 (stan w 2020). BirdLife International szacuje zasięg występowania na 56,8 tys. km², trend populacji ocenia jako spadkowy ze względu na niszczenie środowiska.